# Frank Sandford

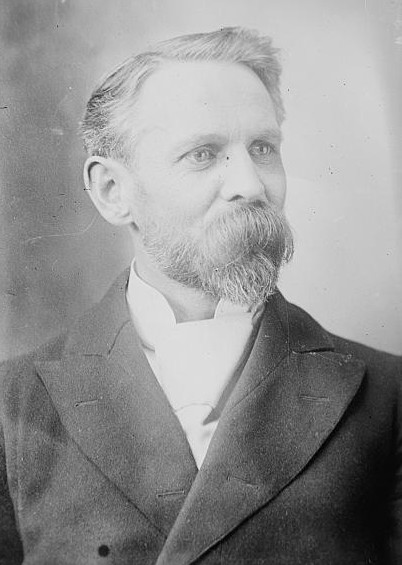
Frank Sandford

Frank Weston Sandford (* 2. Oktober 1862 in Bowdoinham, Maine; † 4. März 1948 in Hobart, New York) war ein US-amerikanischer Prediger, selbsternannter Prophet, Geistheiler, Wegbereiter der Pfingstbewegung und Gründer der religiösen Gemeinschaft The Kingdom in Durham, Maine.

## Leben
Frank Weston Sandford wurde in Bowdoinham, Maine geboren. Er war das zehnte Kind einer Bauernfamilie, und er wandte sich mit 17 Jahren dem christlichen Glauben zu. Er besuchte das Bates College, wo er Klassensprecher und Baseballspieler war, und das er 1886 abgeschlossen hat. Er begann gleicherorts die Cobb Divinity School zu besuchen, doch er verabscheute deren Modernismus und Formalismus, so dass er sie bald verließ. Denn er fühlte sich direkt von Gott durch die Bibel angesprochen und begann die akademische Theologie zu hassen.
Bereits 1886 wurde er zum Pastor der Baptistengemeinde Freewill Baptist Church in Topsham in Maine, berufen. Er führte dort Erweckungsversammlungen durch, es kam in der Folgezeit zu etwa 300 Bekehrungen und über hundert Taufen. Er war auch Rektor der Schule im Ort und organisierte Sportprogramme für die Kinder der Gemeinde und für die ansässigen Fabrikarbeiter. Im Juli 1887 besuchte er den US-amerikanischen Erweckungsprediger Dwight Moody, und er war beeindruckt und nahm dessen Endzeitlehre des Dispensationalismus an. Er las auch die 1875 erschienene Schrift von Hannah Whitall Smith: The Christian's Secret of a Happy Life und besuchte im gleichen Jahr den Erweckungsprediger A. B. Simpson, die ein höheres christliches Leben propagierten, ähnlich wie es in der Heiligungsbewegung vertreten wurde. 1888 nahm er an der fundamentalistischen Niagara Bible Conference teil, die mit der baldigen Wiederkunft von Jesus Christus rechnete.
Nachdem er – wahrscheinlich nach einer Erschöpfung – Palästina, Ägypten, China und Japan bereist hatte, verließ er die Baptisten und führte nun als konfessionsloser Prediger Erweckungsveranstaltungen durch. Er behauptete hierbei von einem Engel Gottes aufgesucht worden zu sein und dessen Stimme zu hören. 1895 eröffnete er in Durham in Maine eine Bibelschule namens The Holy Ghost and Us Bible School (deutsch: Der Heilige Geist und Wir-Bibelschule) und benannte den Ort fortan nach dem alttestamentlichen Shiloh. Die Schule hatte weder eine bestimmte Dauer, noch einen systematischen Lehrplan und eigentliche Lehrer. Nur der Heilige Geist sollte diese irdischen Ordnungen und auch die Aussendung der Absolventen bestimmen. So verbrachten beispielsweise einige Studenten viele Stunden auf einem Gebetsturm, und sie begannen dann in neuen Zungen zu reden.
Neben dem Bibelstudium widmete er sich wie John Alexander Dowie der Krankenheilung durch Gebet und verzichtete auf jede Form der herkömmlichen Medizin. Sandford bezeichnete sich ab 1896 als Propheten und weihte im darauf folgenden Jahr die Shiloh Chapel ein. Seine Lehre umfasste u. a. die zweite Ausgießung des Heiligen Geistes vor der Endzeit und die Wiederkunft des Propheten Elia nach Maleachi 3:23, mit dem er sich gleichsetzte.
Seine abgeschirmte Gemeinschaft, die die Namen The Kingdom (deutsch: das Königreich), The Holy Ghost and Us (der Heilige Geist und wir) und The Legion of God (die Legion Gottes) trug, wuchs zunehmend, sie umfasste bis zu 1.000 Personen, wovon 600 in Durham ansässig waren. Sie zog sogar den Prediger und Bibelschullehrer Charles Fox Parham an, der ihn im Sommer 1900 für mehrere Wochen besuchte. Sandford war ein Vertreter des British Israelism und behauptete im Dezember 1900, dass das kommende Jahrhundert das letzte Gemeindezeitalter der Offenbarung darstelle. In der zunehmenden Erwartung der Endzeit setzte sich Sandford ab 1901 mit Jesus Christus gleich und lehrte, dass nur seine Anhänger Teil der bevorstehenden Entrückung sein würden.
Während eines Aufenthalts in Palästina 1902 erklärte er sich zum Nachfahren des Königs David und gründete eine Niederlassung seiner Gemeinschaft in Jerusalem. 1904 wurde er in Maine wegen Kindesmisshandlung und fahrlässiger Tötung angeklagt und 1905 verurteilt. Zur weltweiten Werbung weiterer Anhänger setzt Sandford die zwei Segeljachten Kingdom und Coronet ein. Nachdem er die Entrückung und das nachfolgende Weltende für den 15. September 1909 festgesetzt hatte, versammelte sich seine Gemeinschaft in Shiloh und warteten auf die Wiederkunft Christi. Als das prophezeite Weltende ausblieb, deutete Sandford das Datum um, was allerdings nicht verhinderte, dass er von manchen Anhängern verlassen wurde. Eine zehnjährige Gefängnisstrafe, die er am 17. Dezember 1911 in Atlanta aufgrund der mangelnden Versorgung, Skorbut und den sechs Todesfällen innerhalb seiner Schiffsbesatzungen abzuleisten hatte, reduzierte sich die Anzahl seiner Anhänger zunehmend, die sich in großen Teilen der neu entstandenen Pfingstbewegung anschlossen. Immer stärker von einem religiösen Wahn ergriffen, setzte sich Sandford ab 1917 fast mit Gott gleich. Bereits im September 1918 konnte er das Gefängnis wegen guter Führung verlassen, und das von ihm bestimmte Gemeinschaftsleben in Durham ging weiter.
1920 nach dem Tod von Elma Hastings in Siloah griffen die Behörden im März ein, sie nahmen der Gemeinschaft wegen schlechter Behandlung und mangelnder medizinischer Betreuung die Kinder weg, schlossen die Bibelschule und die Siedlung wurde im Mai teilweise zerstört. Zwei seiner Kinder, John und Esther Sandford, gingen nach Chestnut Hill bei Amherst in New Hampshire, um als religiöse Kolonie mit einer Truthahnfarm neu anzufangen. Sandford selber ging mit einer Handvoll Getreuer nach Hobart in den Catskill Mountains im Bundesstaat New York. Dort widmete er sich der Landwirtschaft, der Astronomie, dem Gebet und der Lehre im kleinen Kreis. Er starb am 4. März 1948, und sein Körper wurden von seinen Anhänger im Geheimen verbrannt. Sein Tod blieb relativ unbeachtet, er wurde erst im Oktober 1948 publik gemacht. Die verlassene Siedlung Siloah wurde in den Fünfzigerjahren mit Ausnahme der Kapelle endgültig zerstört.
Sein persönlicher Sekretär Victor Abram wurde sein Nachfolger bis zu dessen Tod 1977, darauf folgte sein Schwiegersohn Joseph Wakeman.  Seine Lehre von dem zweiten Kommen des Propheten Elia widerrief Sandford nicht, und sie besteht bis heute, auch sind bis 2019 etwa sieben kleine Kirchen übriggeblieben.